# Reitwallstraße
Die Reitwallstraße ist die Bordellstraße in Hannover, die nahe dem Platz Steintor liegt. Sie ist Teil des Rotlichtviertels, das als Rechteck zwischen Reuterstraße, Goethestraße, Reitwallstraße sowie Am Marstall besteht und von der Scholvinstraße durchzogen wird.

## Geschichte
Der Straßenname deutet auf dortige Reitanlagen und einen Wall hin. Sie verlief laut einem Stadtplan von 1835 unter der Bezeichnung Reitwall entlang eines früheren Walls der Stadtbefestigung Hannover vom Steintor in Richtung der Leine. Dort befanden sich mit einem Reithaus, einer Reitbahn und dem Neuen Marstall Anlagen, die zu den Hofmarställen am Hohen Ufer gehörten. Etwa Mitte des 19. Jahrhunderts wurde die Straße in Schillerstraße (heute: Am Marstall) umbenannt. Stattdessen erhielt die heutige kleine Nebenstraße nahe dem Steintor den Namen Reitwallstraße.
Unter der – damaligen – Adresse Reitwallstraße No. 15 war der Sitz der Druckerei mit angeschlossenem Verlag namens Berenberg'sche Druckerei, die beispielsweise das Hof- und Staats-Handbuch für das Königreich Hannover auf das Jahr 1846 herausgab.

## Beschreibung
Die Straße erstreckt sich heute zwischen der Goethestraße und der Straße Am Marstall. Die Reitwallstraße wird von der Polizei als heikel bewertet. 300 Straftaten ereigneten sich allein in diesem Bereich zwischen Anfang 2009 bis 2010. Die Reitwallstraße gilt als Rückzugsgebiet für Drogendealer und Schläger. Die Straße wurde zum gefährlichen Ort im Sinne des Niedersächsischen Gesetzes über die öffentliche Sicherheit und Ordnung erklärt.
Der Vergnügungsbereich des Rotlichtviertels mit Bordellen, Stripbars, Clubs, Kneipen und Tattooshops stand viele Jahre unter der Kontrolle der Hells Angels. Als „Steintorkönig“ galt bis 2011 Frank Hanebuth. Hanebuth schloss sich 1999 zusammen mit den Bones den Hells Angels an. Mit den Bandidos schlossen die Hells Angels im Restauranthaus Little Italy in Hannover unter Mitwirkung des Rechtsanwalts Götz von Fromberg im Jahre 2010 einen „Friedensvertrag“. Nachdem sich im Jahre 2012 das Hells-Angels-Charter Hannover aufgelöst hatte, wurden 2013 als starke Mitbewerber um die Kontrolle des Steintorviertels die Black Jackets angesehen.

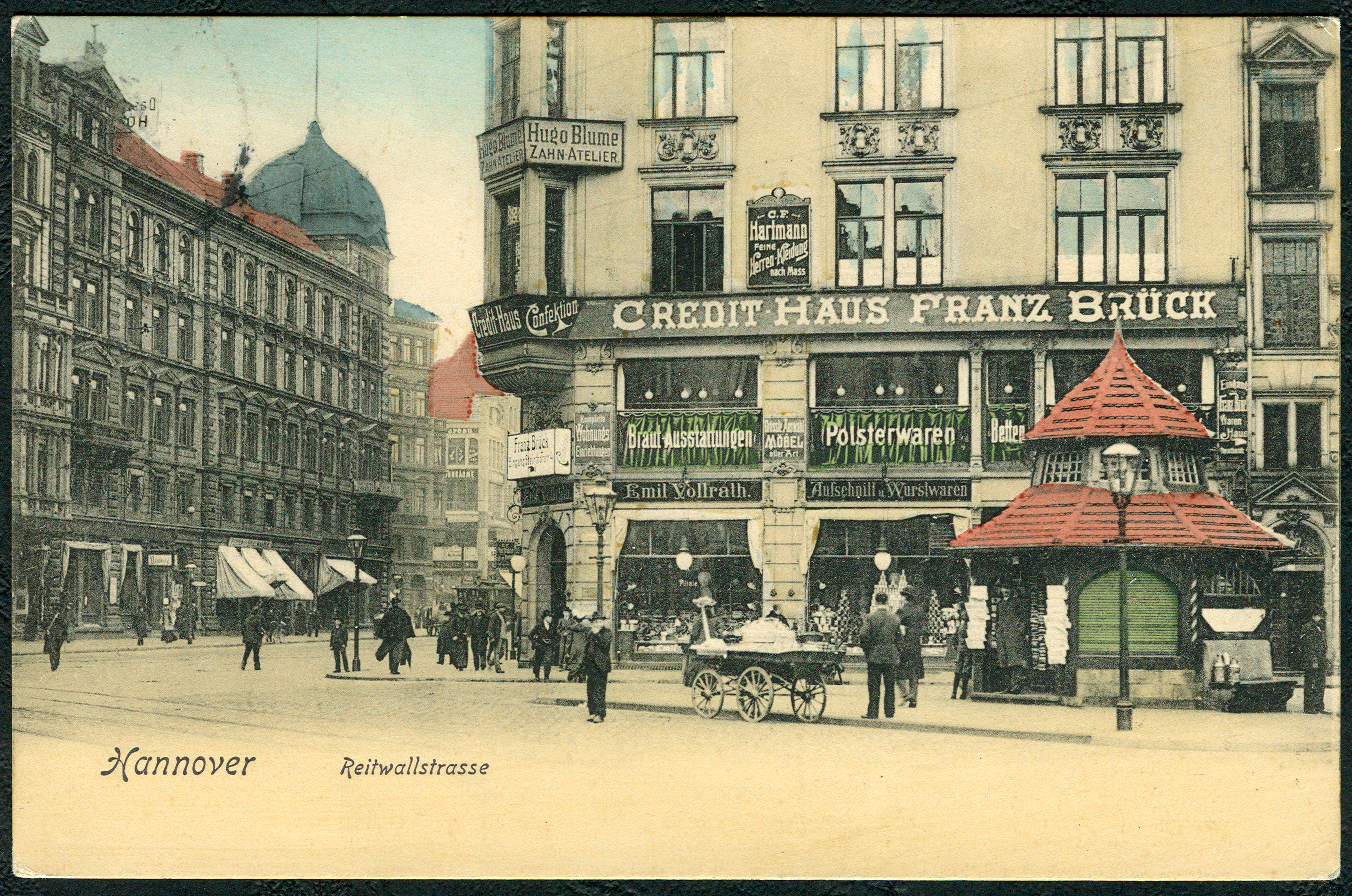
Die Reitwallstraße 5A an der Georgstraße Ecke Reitwallstraße (links); kolorierte Ansichtskarte Nr. 106 der Norddeutschen Papier-Industrie, um 1906
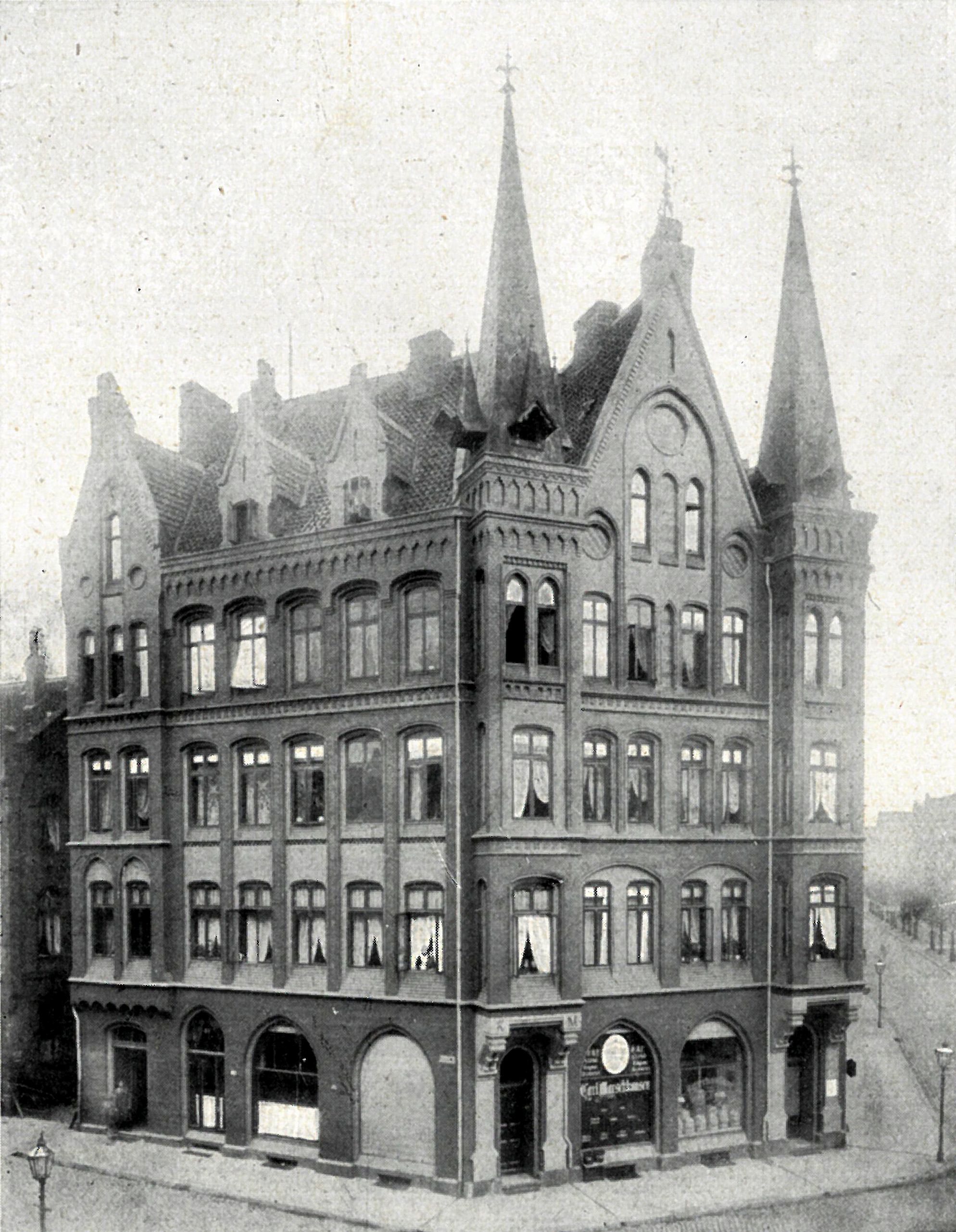
Städtebauliche Eckdominante von 1875 unter der späteren Adresse Reitwallstraße 5B: Das Haus Strasser an der Ecke zur Goethestraße
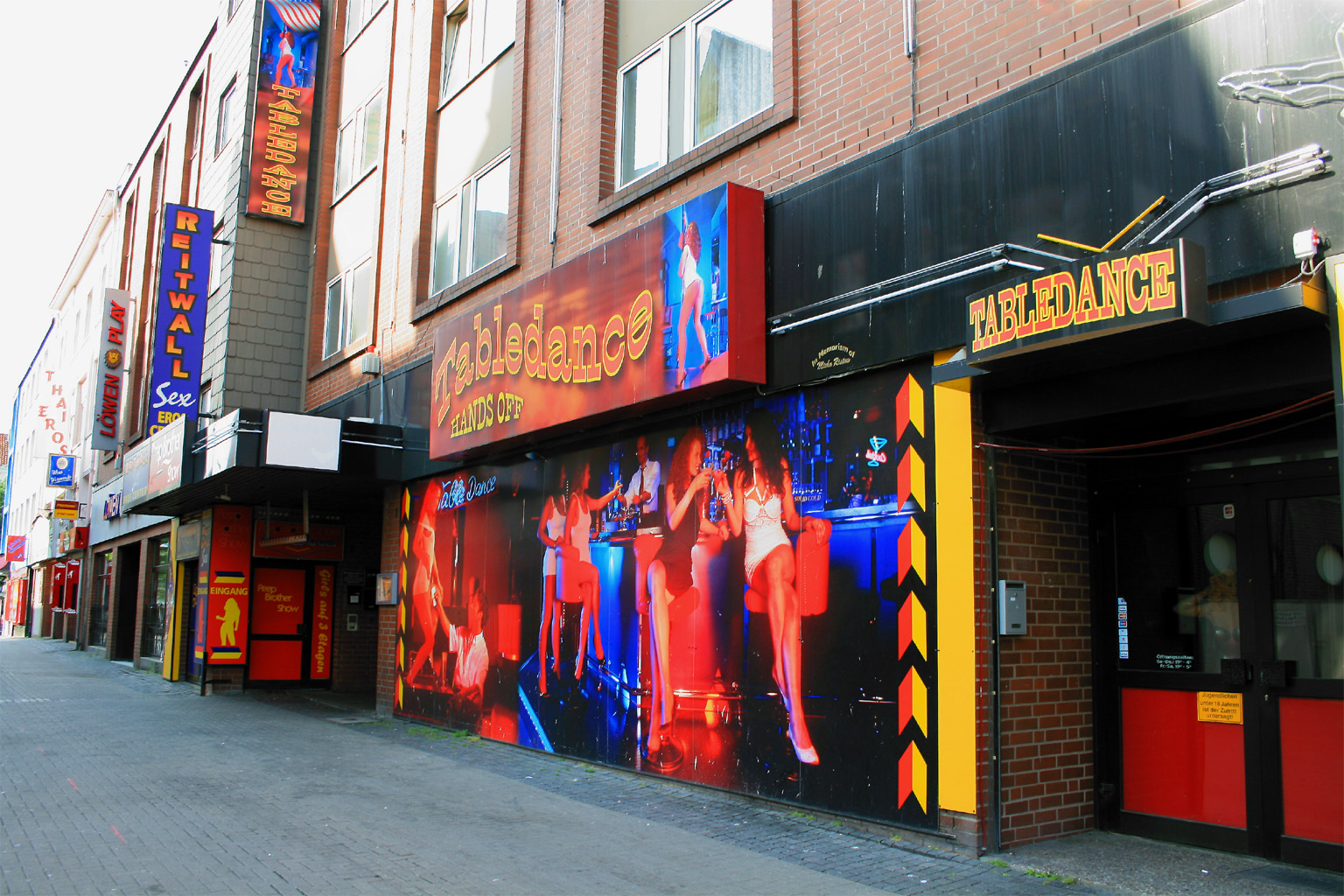
Etablissements in der Reitwallstraße